# Каравайка (притока Ушнетки)
Карава́йка (рос. Каравайка) — річка в Удмуртії (Ігринський та Якшур-Бодьїнський райони), Росія, права притока Ушнетки.
Річка починається за 1 км на південний схід від колишнього присілку Кам'янці на території Якшур-Бодьїнського району. Тече спочатку на захід, через 1 км входить на територію Ігринського району. Але після Шушангурта річка повертає на південний захід і знову повертається на територію Якшур-Бодьїнського району. Впадає до Ушнетки біля присілку Кузьминці. Річка приймає декілька дрібних приток.
Над річкою розташовані присілки Шушангурт Ігринського району та Каравай Якшур-Бодьїнського району. Між ними та в гирлі через річку збудовані автомобільні мости.